# Bóg jest miłością
Bóg jest miłością ist ein für die Communauté de Taizé geschriebenes Kirchenlied in polnischer Sprache. Vor allem die deutschsprachige Version Gott ist nur Liebe ist im deutschsprachigen Raum bekannt.

## Text
Polnische Originalfassung:
Bóg jest miłością

miejcie odwagę żyć dla miłości.

Bóg jest miłością

Nie lękajcie się.
Deutsche singbare Übersetzung:
Gott ist nur Liebe

Wagt, für die Liebe alles zu geben.

Gott ist nur Liebe.

Gebt euch ohne Furcht.
Vor allem in Wochen, in denen viele deutschsprachige Jugendliche in Taizé zu Gast sind, wird die deutsche Version gesungen. Auch haben viele deutschsprachige Chöre das Lied ins Repertoire übernommen.

## Form und Ausbreitung
Das Lied ist ein für die Gemeinschaft von Taizé charakteristischer vierstimmiger Kurzgesang. Das Lied wird in meditativer Weise unverändert wiederholt gesungen. Es gibt zusätzlich Instrumentalnoten. Sologesänge sind keine vorgesehen.
Neben der polnischen und der deutschen gibt es Singfassungen in fünf weiteren Sprachen: Englisch (God is forgiveness), Portugiesisch (Deus é amor), Litauisch (Dievas tai meilè), Italienisch (Dio è amore) und Niederländisch (God is vol liefde).
Es unterliegt dem Copyright von „Ateliers et Presses de Taizé“, ist also keinem namentlich bekannten Komponisten zuzuordnen. Dies ist bei vielen neueren Taizé-Liedern der Fall.
Im aktuellen Liedheft ist es unter der Nummer 103 zu finden.
Das Lied wurde auf verschiedenen CDs publiziert: Venite Exultemus (5. November 2002, auf Deutsch), Taizé Instrumental 2 (24. Mai 2005, instrumental), Rest, Inspirations from Taizé (30. Oktober 2006, auf Deutsch), Velaré Contigo (Instrumental) (17. Februar 2014), Tillit På Jorden (21. Oktober 2018, auf Polnisch).
Interessant ist, dass es nicht zuerst in der Originalsprache (polnisch, erst 2018), sondern in einer der weiteren Sprachen (deutsch, 2002) veröffentlicht wurde.